# Hadászat
A hadászat, más néven katonai stratégia a hadtudomány és ezen belül a hadművészet fő területe, tárgya. Lényege az adott ország, hatalom fegyveres erőinek felkészítése, irányítása, vezetése a politikai vezetés céljainak megfelelően. Szoros kapcsolatban áll a más tudományokban és a társadalmi életben, különösen a politikai-társadalmi, a gazdasági, műszaki-technikai területen bekövetkezett változásokkal. A hadászat fogalma a történelem során sokáig nem vált el a hadtudománytól és a hadművészettől, sőt általában a hadvezetéstől, a hadvezérek tevékenységétől. A hadászat mai értelmében a fegyveres erők harci tevékenysége vezetésének legátfogóbb területe. Alatta helyezkedik el a hadműveleti művészet, azaz a nagyobb konkrét hadmozdulatok előkészítése és végrehajtása, ez alatt pedig a harcászat, a katonai taktika, ami a konkrét harci cselekmények elmélete és gyakorlata.

## Meghatározása
A hadászat vagy katonai stratégia az adott ország legfelső katonai vezetésének a politikai vezetés követelményei által folytatott tevékenysége, ami magában foglalja az esetleges háborúk, fegyveres konfliktusok lehetőségeinek elemzését, a megfelelő válaszok kidolgozását, valamint a fegyveres erők irányítását a béke és a háború körülményei között egyaránt. A hadászati vezetés feladata annak meghatározása, hogy a rendelkezésre álló fegyveres erők hol és milyen struktúrában, milyen fegyverzettel, milyen harckészültségi fokozatokban helyezkedjenek el az ország területén. A hadászat feladata a csapatok és a törzsek felkészítése a konfliktusokra, a kiképzés, a mozgósításhoz tartalékok képzése. 
A vezérkarok a katonai vezetés megfelelő részeinek bevonásával védelmi, illetve a politikai vezetés iránymutatásának megfelelően támadó hadászati terveket készítenek. Emellett felkészítik a fegyveres erőket rendkívüli események, katasztrófák esetére is.

## Története
Az első fennmaradt átfogó hadászati munka az i. e. 5. századi Kínából származik, Szun-ce híres könyve a hadviselésről, a hadvezér teendőiről. Az i. e. 4. században az ókori görögök alkották meg a hadművészet fogalmát. Onaszandrosz görög filozófus Utasítás a katonai parancsnokok számára és Vegetius A hadügy alapjainak rövid kifejtése című művei főleg a csapatok kiképzését és a harcászat kérdéseit tárgyalták, de érintették a hadviselés művészetének egészét is. Az ókor nagy háborúi a kiemelkedő hadvezérek irányítása alatt (Nagy Sándor, Julius Caesar), jelentősen hozzájárultak a hadászat tudományának fejlődéséhez.
A középkorban a keresztes hadjáratok idején a háborút olyan tudományokkal kapcsolták össze, mint a matematika, geometria. A középkorban a háború elméletében a legnagyobb előrelépést Niccolò Machiavelli műve, a A háború mint művészet jelentette. A felvilágosodás korának kiemelkedő katonatudósa volt Montecuccoli, aki a Háborús tudomány című művében foglalta össze a háború szabályait. Zrínyi Miklós a török elleni harcok tapasztalatait rendszerezte Az török áfium ellen való orvosság című munkájában, és vetette össze Mátyás király hadvezetési módszereivel más műveiben.
Sébastien Le Prestre de Vauban francia hadtudós a 17. században elsősorban az erődítmények elméletében és gyakorlatában alkotott jelentőset, különös tekintettel a puskapor megjelenésére, a tüzérség fejlődésére is. A művészetet és egy sor különböző tudományágat, így az építészetet, a korabeli mérnöki tudományt, a matematikát és a gépészetet egyesítve csaknem bevehetetlen erődítményeket tervezett, megalkotta az ostromháború elméletét, és a tudományos módszereket átvitte magára a hadvezetésre is.
A 18. században Szász Móric marsall, hadtudós az Elmélkedések a háború művészetéről című művében kifejtette, hogy a hadászat tudomány, amelyben léteznek elvont szabályok. 1748-ban jelent meg Nagy Frigyes könyve A háború általános elvei címmel. 1772-ben a francia Jacques Antoine Hippolyte de Guibert kiadta a "Harcászat általános esszéje" c művét, amelynek fő témája a szélesebb körű sorozáson, a nagyobb mozgékonyságon alapuló új hadsereg létrehozása.
18. század végén írta meg a porosz Dietrich Heinrich von Bülow A legújabb katonai rendszer szelleme című munkáját. Ebben hangsúlyozta a katonai stratégia alárendeltségét a politikával szemben, rögzített egy sor katonai szakkifejezés meghatározását, mint a stratégia, a háború bázisa, a hadműveleti bázis, a hadászati szétbontakozás.
Oroszországban is nagy változások történtek ebben a korban. Nagy Péter szinte teljesen átalakította az orosz hadügyet (is), számos jelentős katonai reformot hajtott végre, kidolgozta a katonai kiképzés hatékony módszereit. Az orosz hadászat fejlődésében nagy érdemeket szerzett egy sor, a gyakorlatban is sikeres hadvezér, mint Rumjancev, Szuvorov, Kutuzov, Usakov.
A hadászat újra sokat változott a napóleoni időkben. Napóleon jelentősen hozzájárult a hadügy fejlődéséhez, bár nem írt könyveket. Tapasztalatait, elképzeléseit levelezésében lehet fellelni, később ebből foglalták össze más írók. A francia császár a háború szolgálatába állította az államot, a társadalmat, a gazdaságot; átszervezte a fegyveres erőket. Sokáig sikerrel alkalmazta hadjárataiban a hadi tevékenységek új formáit és módszereit. Nagy hangsúlyt fektetett az ellenség erejének megosztására, egyenkénti legyőzésükre, valamint a saját erők koncentrációjára a döntő helyen és időben.
Nagy Frigyes és Napóleon hadjáratainak elemzése alapozták meg a svájci Antoine-Henri Jomini tudományos munkásságát. Döntőnek tartotta a hadműveletek irányának jó kiválasztását annak érdekében, hogy a legfontosabb pontokon erőfölényt érjenek el. 1837-ben megjelent A háború mint a hadművészet összefoglalása című művében úgy fogalmazott, hogy a háború tudomány, a művészet pedig annak alkalmazásában rejlik.
A 19. század legnagyobb katonai teoretikusa, Carl von Clausewitz A háborúról című munkájában elsőként fogalmazta meg azt a sokáig érvényes definíciót, hogy a háború a politika folytatása más eszközökkel. Részletesen kidolgozta: a háború elméletét; a haderő szervezési problémáit; a védelem és a támadás alapvető kérdéseit; a haditerv elkészítésének feladatait.
Magyarországon Tanárky Sándor, Kiss Károly, Baricz György, a Magyar Tudományos Akadémia első katona tagjai voltak a hadászat elméletének kiemelkedő művelői.
A 19. század második felében az önálló ismeretágak kialakulásával a hadászatból egy sor tudományág vált ki, elsősorban a harcászat, majd a tüzérség és az erődítés tudománya, továbbá a katonaföldrajz is. A 19. század vége felé alakult ki a katonai közigazgatás elmélete és gyakorlata. Az Egyesült Államokban Henry W. Halleck vezérkari főnök foglalkozott a hadászat elméleti kérdéseivel.
A marxizmus a 19. század derekától azt emelte ki a hadászattal kapcsolatban, hogy a háborúk végeredmény döntő mértékben függ a küzdő államok gazdasági erejétől, a nép és a hadsereg kapcsolatától, erkölcsi állapotától.
Helmuth Karl Bernhard von Moltke, „az idősebb Moltke” dolgozta ki a hadászat tudománya részeként a hadsereg mozgósítás utáni előrevonásának, szétbontakoztatásának, valamint a váratlan támadás, a bekerítés, és az ellenfél erőinek egyetlen csapással történő szétverésének elméletét. Alfred von Schlieffen dolgozta ki 1905-ben a német vezérkar számára a kétfrontos hadviselés tervét. Franciaországban Ferdinand Foch alkotott kiemelkedőt a hadászat elmélete terén.
A 20. századra többmilliós, nagy tűzerővel, sok technikai eszközzel rendelkező tömeghadseregek jöttek létre. A hadászat elméleti tartalma kiszélesedett és egyre több ágra oszlott, különösen a „gépi háború” kialakulásával. Az
összpontosított erőkkel mért meglepetésszerű csapás, valamint a döntő ütközet elvét azonban az első világháború gyakorlata nem igazolta. Nem a hadművészet, nem a hadvezérek tehetsége döntötte el a háborút, hanem elsősorban a gazdasági, társadalmi tényezők. Nyilvánvalóvá vált, hogy a hadsereg mellett a lakosságot és a gazdaságot is fel kell készíteni a háborúra.
A két világháború közötti időszakban a hadászat fejlődése tovább gyorsult. A Szovjetunióban Mihail Vasziljevics Frunze hadtudományi munkássága nyomán létrejött az egységes szovjet katonai doktrína, amelyben a hadművészet elméletén belül a hadászat és a harcászat közé beiktatódott a hadműveleti művészet is, aminek a létjogosultsága az oroszországi polgárháború idején igazolódott be. A nyugati hadtudomány csak az 1980-as évektől kezdte szerepeltetni a hadműveleti szintű kérdéseket a hadászat és a harcászat között.
A magyar hadtudomány kiemelkedő alakja volt ebben azt időszakban Werth Henrik. Az ő korabeli álláspontja szerint is a hadászat továbbra is minden olyan diszciplínát tartalmazott, aminek köze volt a háborúhoz és a hadsereghez.
A szovjet hadászat a jövő háborúja alapvető jellemzőjének tartotta a fegyveres küzdelem manőverező és védelmi formáinak változását; valamennyi haderőnem és fegyvernem szoros együttműködését; az ellenséges védelem egész mélységére mért egyidejű csapás fontosságát; a front és a hátország egységét. Frunze mellett a szovjet hadászat jelentős képviselői volt Saposnyikov, Jegorov, Triandafillov, Tuhacsevszkij, Uborevics. A szovjet hadászat a főleg a sztálini tisztogatásokra és a nem kellő harckészültségre visszavezethető kezdeti súlyos nehézségek után sikeresen alkalmazta korszerű hadászati elveit, mint a védelemből az ellentámadásba való átmenet fontosságát, a nagy mélységű frontcsoport támadó hadműveleteit, vagy a hadigazdaság működtetésének elveit. A hadászati elveket olyan kitűnő hadvezérek alkalmazták a gyakorlatban, mint Zsukov, Vaszilevszkij, Malinovszkij.
A nyugati hadászatban a két világháború között különböző irányzatok alakultak ki. A német katonai doktrína a gyors sikerre, a „villámháború” előkészítésére összpontosított, teoretikusai a páncélos és gépesített csapatok, a légierő fejlesztését helyezték előtérbe. A franciák az első világháború tapasztalatai alapján az állóháború koncepciójához ragaszkodtak, ennek megfelelően építették fel a Maginot-vonalat. Nagy-Britannia és az Egyesült Államok arra számítottak, hogy a tengeri csaták fogják eldönteni a háborút. Jelentős katonai teoretikus volt John Frederick Charles Fuller, aki a Háború tudományának alapjai című munkájában 1926-ban összegezte a háború elveit. Az olasz Giulio Douhet a légi háború elsődlegességének volt a híve.
A második világháború legsikeresebb nyugati hadvezérei Eisenhower, MacArthur, Montgomery, Patton voltak. Egészében véve az angolszász hatalmak sikeresen állították át országaik gazdaságát a haditermelésre, és stratégáik megoldották a fegyveres erők tömeges átcsoportosításának, a nagyméretű partraszállásnak, az önálló légi és tengeri hadműveleteknek az elvi és gyakorlati kérdéseit.
A tömegpusztító eszközök elterjedése újra megváltoztatta a hadászat legfontosabb elveit. Az elmélet szerint A nukleáris fegyverekkel az ellenség fegyveres erőinek megsemmisítését és a hátország lerombolását, a lakosság megsemmisítését, de legalábbis erkölcsi erejének teljes megtörését már a háború kezdetén mért tömeges csapásokkal kellett volna elérni. Az 1980-as évekre a rendszerben álló nukleáris fegyverekkel több tucatszor meg lehetett volna
semmisíteni a Föld élővilágát. Ez teljesen megváltoztatta a háború és a politika viszonyát, ezután a háborút már nem lehetett a politika folytatásának tekinteni, hiszen egy totális nukleáris háborúnak nem lehetnek értelmes politikai céljai.
Az új feltételek között a hadászat sok teoretikusa szerint a tervezés célja már nem csak a győzelem kivívásának a módja lehet, hanem az is, hogyan lehet a békét megőrizni, a konfliktusokat megfelelően kezelni. A modern hadászat az aktuális katonai doktrína, az elmúlt háborúk tapasztalatai, az állam katonapolitikai helyzete, gazdasági, tudományos-technikai katonai lehetőségei és az új hadviselési eszközök alapján, a lehetséges háborúról szóló nézeteket figyelembe véve dolgozza ki a fegyveres erők háborúra felkészítésének és hadászati alkalmazásának feladatait.